# Fairway
Fairway – miasto w Stanach Zjednoczonych, w stanie Kansas, w hrabstwie Johnson.